# Gunnar Björnstrand
Knut Gunnar Björnstrand (n. Estocolmo, 13 de noviembre de 1909 - f. Estocolmo, 26 de mayo de 1986) fue un actor sueco nacido con el apellido Johanson.

## Trayectoria
Gunnar siempre quiso ser actor al igual que su padre, Oscar Johanson. Antes de empezar a actuar, trabajó como aprendiz de panadero en un salón de belleza. En 1933 se fue a estudiar en la Escuela de actuación del Teatro Real (Dramaten), coincidiendo allí con Ingrid Bergman, Hasso Signe y Lillie Björnstrand, mujer que se convertiría en su esposa hasta el momento de su muerte. De ella salió su nombre artístico. Tuvieron una hija, Veronica Björnstrand, que trabajó en cine y TV.
Después de su graduación, ingresó, junto con Lillie, en la Agencia Sueca de Teatro en Vaasa, donde vivieron en difíciles circunstancias. Ambos regresaron a Suecia después de dos años en Finlandia. Gunnar tardó varios años en establecerse como actor, por lo que tuvieron problemas económicos.
Consiguió su primer papel importante en 1943, en la película Noche en el puerto. Durante los años de la Segunda Guerra Mundial colaboró con Ingmar Bergman, en 1946. La primera película que hicieron juntos fue Llueve sobre nuestro amor. Pronto se convirtió en un actor fijo en las películas del genio sueco con títulos como; Noche de circo, Como en un espejo (1961) y Los comulgantes (1963), también de Bergman. Al rodar esta última,  debido a su salud vacilante y a que el pastor protagonista le parecía muy antipático, no se sintió nada cómodo; pero rodó a los tres años una película como Persona (1966) y luego tuvo un gran papel en La vergüenza (1968)
Tras los años 1960 rodó menos películas, en parte por su trombosis de 1970, Pero logró recuperarse e hizo Cara a cara (1976) y El rito (1969), Sonata de otoño (1977), todas ellas de Ingmar Bergman. Asimismo, hizo varios papeles en obras de televisión. También participó en algunas películas en el extranjero, incluyendo el papel principal en la película italiana Isola; allí fue contactado por Fellini para un papel, pero finalmente se negó debido a las dificultades del idioma. También protagonizó series cómicas para la radio, como El sombrero de bombín y un paragua.
Gunnar hizo su último papel en el film más evocador de Bergman Fanny y Alexander, en 1982. Padecía ya Alzheimer, lo que le impedían memorizar bien las líneas. A pesar de que previamente había hecho un gran papel en el teatro, con voluntad de hierro se aseguró de volver una vez entrenado a fondo.
Björnstrand mostró durante su larga carrera muestra una amplitud sin precedentes, cuando hizo todo tipo de papeles, desde la comedia ligera —por la que empezó con gran habilidad— hasta el drama más complejo, y logró unas interpretaciones originales de cada guion, como lo revela toda su trayectoria con Bergman, con personajes muy complejos.
Björnstrand fue activo políticamente y participó en las protestas contra la guerra de Vietnam.

## Filmografía parcial
- Noche en el puerto (Natt i hamn, 1943), dir. Hampe Faustman
- Tortura o Tormento (Hets, 1944), dir. Alf Sjöberg
- Llueve sobre nuestro amor (1946), dir. Ingmar Bergman
- Música en la oscuridad (1947), dir. Ingmar Bergman
- Noche en mi futuro (1948)
- Noche de circo (1950), dir. Ingmar Bergman
- Tres mujeres (1952), dir. Ingmar Bergman
- Una lección de amor (1953), dir. Ingmar Bergman
- Sueños (1955), dir. Ingmar Bergman
- Sonrisas de una noche de verano (1955), dir. Ingmar Bergman
- El séptimo sello (1957), dir. Ingmar Bergman
- Night Light (1957), dir. Lars-Eric Kjellgren
- Fresas salvajes (1957), dir. Ingmar Bergman
- El rostro (1958), dir. Ingmar Bergman
- Miss April (1958)
- El ojo del diablo (1960), dir. Ingmar Bergman
- El jardín del placer (1961), dir. Alf Kjellin
- Como en un espejo (1961), dir. Ingmar Bergman
- Los comulgantes (1963), dir. Ingmar Bergman
- Loving Couples (1964)
- Persona (1966), dir. Ingmar Bergman
- Mi hermana, mi amor (1966)
- Hagbard and Signe (1967)
- The Girls (1968)
- La vergüenza (1968), dir. Ingmar Bergman
- El rito (1969), dir. Ingmar Bergman
- Violenza al sole (1969)
- Cara a cara (1976), dir. Ingmar Bergman
- Sonata de otoño (1978), , dir. Ingmar Bergman
- Avskedet (1982)
- Fanny y Alexander (1982), dir. Ingmar Bergman
- Farmor och vår herre (TV)